# Partido Demócrata Cristiano (Belice)
El Partido Demócrata Cristiano (en inglés: Christian Democratic Party) o CDP, por un tiempo llamado Partido Laborista Democrático y Agrícola (en inglés: Democratic and Agricultural Labour Party) o DALP, fue un partido político beliceño de corta duración que existió intermitentemente entre 1958 y 1984.
Poco después de la formación del Partido de la Independencia Nacional en 1958, el miembro de la Cámara de Representantes de Belice, Enrique Depaz, afirmó en una reunión celebrada el 19 de agosto que no había oposición al gobernante Partido Unido del Pueblo (PUP), que acababa de ganar las elecciones en marzo de 1957. Propuso que un tercero era necesario para brindar una representación real a los beliceños. Su propuesta fue aceptada y se formó el DALP bajo la dirección de Nicholas Pollard. El partido tenía como objetivo lograr el autogobierno y promover el desarrollo social, económico y político y estaba en contra de ingresar a agrupaciones como la Federación de las Indias Occidentales o cualquier propuesta de integración con Guatemala o el resto de Centroamérica.
En octubre de 1960, el partido consideró que era hora de reorganizarse. Pollard fue degradado a líder adjunto y reemplazado por el parlamentario Denbigh Jeffery. A ellos se unieron el presidente Lionel Francis (anteriormente del NP ), el secretario Mervyn Hulse y el asistente Ernest Cain, la tesorera Clare Gill y el organizador nacional Robert Taylor. El partido participó en sus primeras elecciones en 1961, pero ninguno de los once candidatos que presentó obtuvo un escaño. Como resultado, el partido fracasó y la mayoría de sus miembros se cambiaron al Partido de la Independencia Nacional.
El partido fue revivido brevemente antes de las elecciones de 1984, las primeras después de la independencia, por Theodore Aranda para promover su nuevo partido con sede en Dangriga. Sin embargo, recibió solo 708 votos (1,5%) y no logró obtener un escaño.